# Jacques Dupuy
Jacques Dupuy (también llamado Jacques du Puy o Monsieur de Saint-Sauveur) (Tours, 24 de septiembre de 1591 - París, 17 de noviembre de 1656) fue un bibliotecario y erudito francés. Hijo del magistrado y humanista Claude Dupuy, y hermano del también erudito Pierre Dupuy, formó con este último una célebre pareja intelectual conocida como los «hermanos Dupuy».

## Biografía
Jacques Dupuy estudió y trabajó estrechamente con su hermano Pierre. Juntos fundaron y dirigieron un influyente círculo intelectual conocido como el «gabinete Dupuy», un importante centro de debate erudito en la Francia del siglo XVII.
En 1634, recibió el priorato de Saint-Sauveur-lès-Bray por intercesión de François-Auguste de Thou, y en 1655 obtuvo el priorato de Varangéville, otorgado por Jean-Baptiste Colbert en nombre del cardenal Jules Mazarin.
Tras la muerte de su hermano Pierre en diciembre de 1651, Jacques fue nombrado curador de la Biblioteca Real de Francia. A su muerte, legó al rey su valiosa colección personal, compuesta por más de 9300 volúmenes impresos y 260 manuscritos antiguos. Esta colección constituye hoy el llamado fondo Dupuy de la Biblioteca Nacional de Francia, que incluye memorias, cartas y copias de documentos diversos, en su mayoría de los siglos XVI y XVII. Parte de los libros impresos fue incorporada a la colección general de la BnF, y algunos ejemplares fueron transferidos a la Biblioteca Mazarina tras un intercambio realizado en 1668.